# Römerquelle

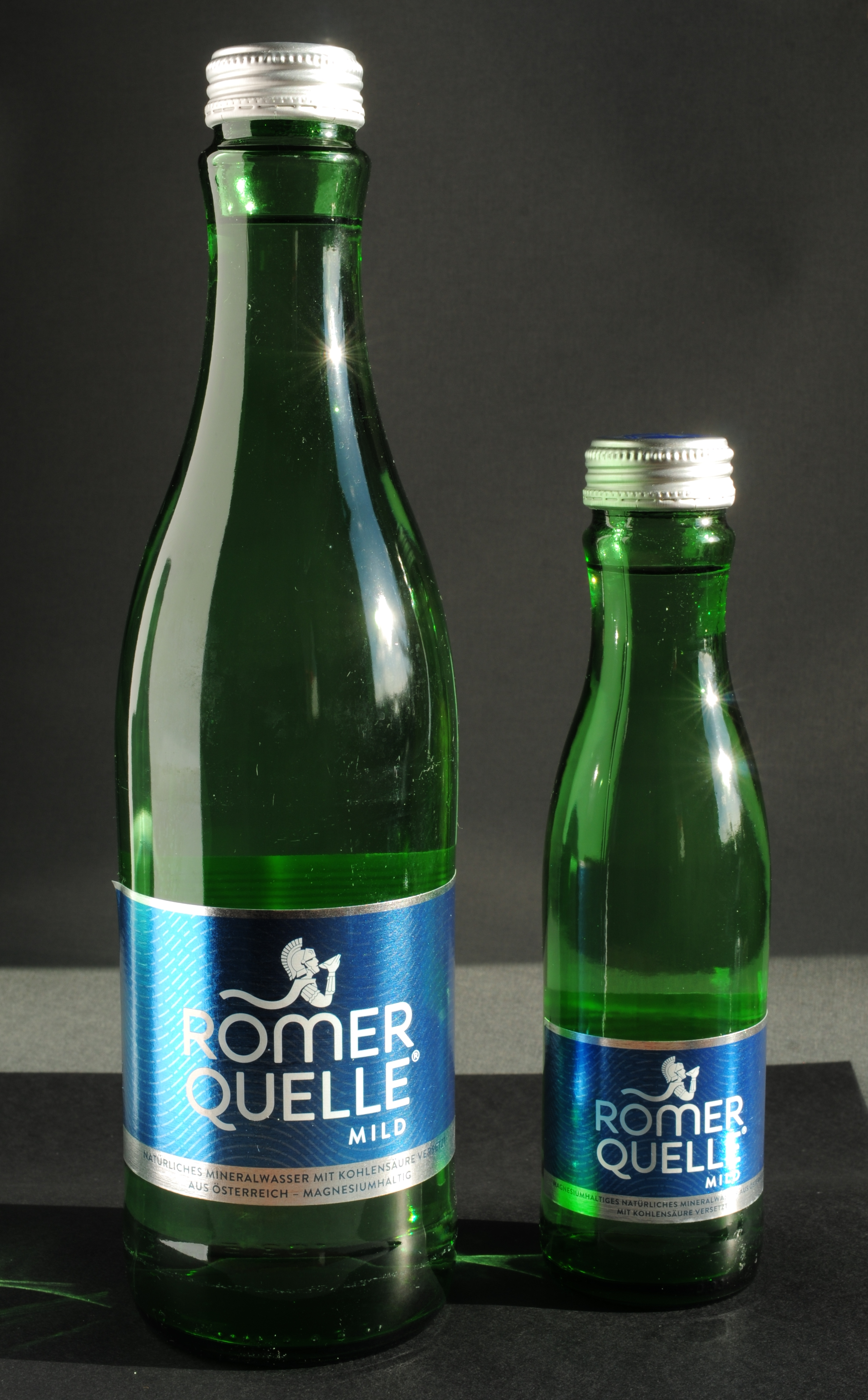
Abfüllung in Glasflaschen

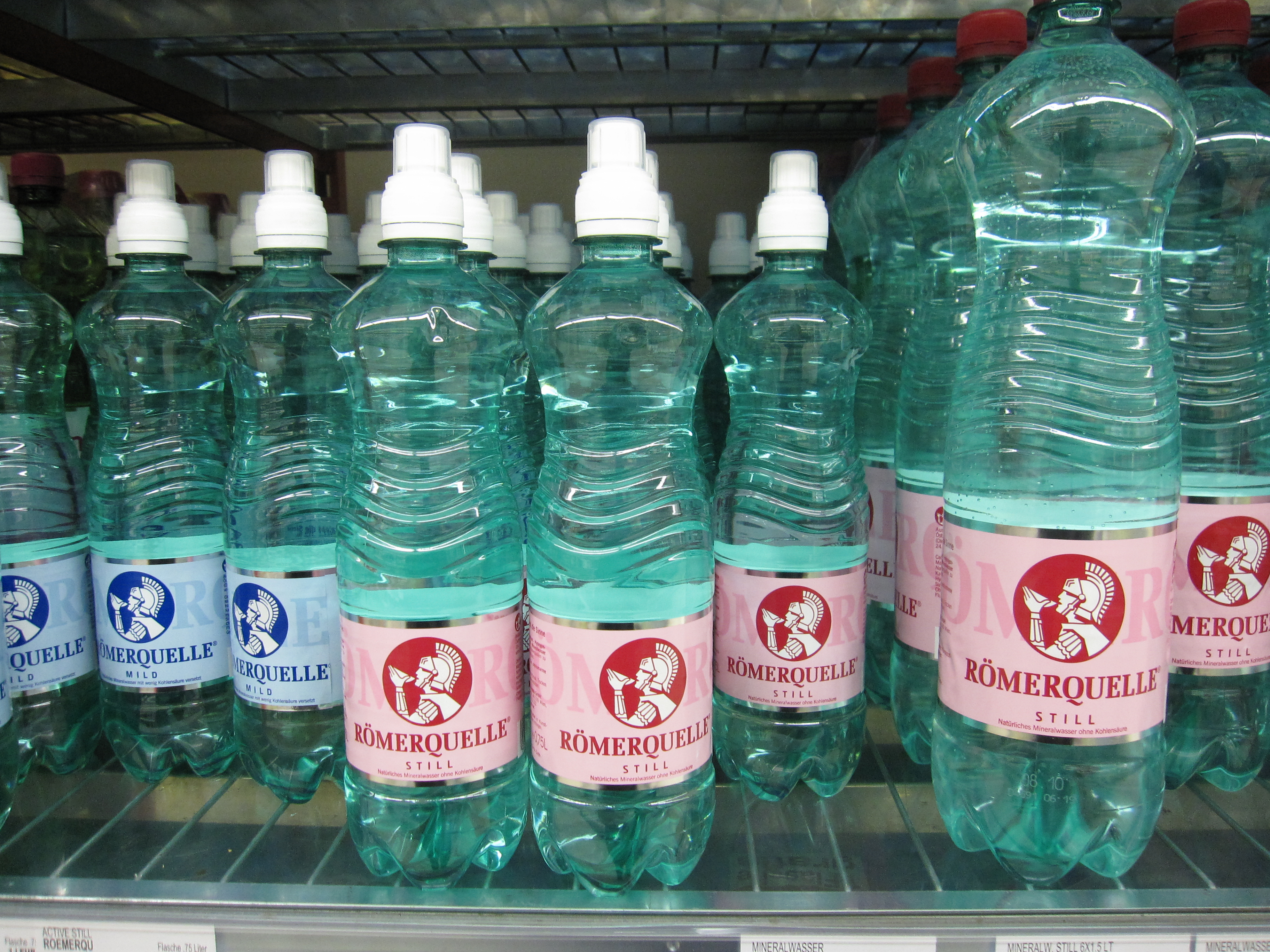
PET-Flaschen in einem Supermarktregal

Römerquelle ist eine österreichische Mineralwassermarke und ein gleichnamiges Unternehmen. Die Quellen und die Abfüllung des Mineralwassers befinden sich in Edelstal im Burgenland an der so genannten kleinen Thermenlinie.
Auch bezeichnet Römerquelle ein Heilwasser der deutschen Aqua Römer GmbH & Co. KG mit Sitz in Mainhardt, die mit der österreichischen Römerquelle nichts zu tun hat.

## Geschichte
Die Quellen waren schon in der Römerzeit bekannt und sind artesisch. Im Jahr 1890 wurden die Quellen wiederentdeckt. Ab 1925 begann die kommerzielle Nutzung des Wassers und 1932 wurde in Edelstal ein Heilbad errichtet. Im Jahr 1948 wurde die Flaschenabfüllung begonnen und 1965 wurde die Quelle auch staatlich als Heilquelle anerkannt. Aus dieser wurden 2005 von der 1965 gegründeten Firma Römerquelle GesmbH. und Co. KG jährlich 150 Millionen Liter abgefüllt.
Angeboten werden sowohl Mineralwasser mit Kohlensäurezusatz als auch ohne Zusatz. Alle Mineralwassersorten werden nur in grüne halbtransparente Flaschen abgefüllt. Das Unternehmen tritt immer wieder als Sponsor im Sportbereich, aber auch in anderen Bereichen auf. Es zählt zu den bekanntesten Mineralwassermarken in Österreich.
2003 wurde das Unternehmen von der heutigen Coca-Cola HBC übernommen, seither wurde das Sortiment um mehrere so genannte Wellnessgetränke erweitert.
Mit dem Römerquelle-Kunstwettbewerb förderte die Firma von 1979 bis 2001 die Bildende Kunst.